# Liste d'anciennes collines fortifiées en Finlande
Cette liste d'anciennes collines fortifiées en Finlande recense d'anciennes collines fortifiées utilisées localement en Finlande à des fins de défense, de l'Âge du bronze au Moyen Âge, mais principalement durant l'Âge du fer. 

## Liste par région
Les anciennes collines fortifiées de Finlande sont classées ci-dessous par région.
| Nom                          | Époque estimée                       | Commune                 | Coordonnées                          |
| Åland / Ahvenanmaa           | Åland / Ahvenanmaa                   | Åland / Ahvenanmaa      | Åland / Ahvenanmaa                   |
| ---------------------------- | ------------------------------------ | ----------------------- | ------------------------------------ |
| Borgbodan linnavuori         |                                      | Saltvik                 | 60° 16′ 02″ N, 20° 05′ 49″ E         |
| Borgdalsbergin linnavuori    |                                      | Saltvik                 | 60° 20′ 04″ N, 20° 01′ 02″ E         |
| Borgön linnavuori            |                                      | Hammarland              | 60° 10′ 50″ N, 19° 40′ 48″ E         |
| Hammarlandin linnavuori      |                                      | Hammarland              | 60° 12′ 24″ N, 19° 45′ 17″ E         |
| Jomalan linnavuori           |                                      | Jomala                  | 60° 08′ 09″ N, 19° 57′ 01″ E         |
| Svelandsberget               |                                      | Sund                    | 60° 15′ 56″ N, 20° 09′ 38″ E         |
| Carélie du Sud               |                                      |                         |                                      |
| Kannuksen linnavuori         |                                      | Taipalsaari             | 61° 10′ 16″ N, 27° 53′ 42″ E         |
| Kuivaketveleen linnavuori    | Âge du fer                           | Taipalsaari             | 61° 06′ 36″ N, 28° 06′ 52″ E         |
| Lassilan linnavuori          |                                      | Ruokolahti              | 61° 13′ 11″ N, 29° 01′ 29,3″ E       |
| Pieni Linnamäki              |                                      | Lappeenranta (Joutseno) | 61° 03′ 53″ N, 28° 25′ 59″ E         |
| Turasalon linnavuori         |                                      | Taipalsaari             | 61° 07′ 23″ N, 28° 03′ 30″ E         |
| Sarajärven linnavuori        |                                      | Ruokolahti              | 61° 31′ 13″ N, 29° 09′ 02″ E         |
| Suuri Pyhäkalan Linnavuori   |                                      | Lappeenranta (Lappee)   | 60° 56′ 13″ N, 28° 05′ 38″ E         |
| Savonie du Sud               |                                      |                         |                                      |
| Haukiveden linnasaari        |                                      | Rantasalmi              | 62° 06′ 59″ N, 28° 28′ 17″ E         |
| Ihanteensalon linnavuori     |                                      | Puumala                 | 61° 33′ 23″ N, 27° 56′ 50″ E         |
| Ikoinniemen linnavuori       |                                      | Savonlinna (Sääminki)   | 61° 47,118′ N, 28° 58,476′ E         |
| Otavan linnavuori            |                                      | Mikkeli mlk             | 61° 39′ 53″ N, 27° 01′ 43″ E         |
| Otralan linnavuori           | Âge du fer                           | Mikkeli mlk             | 61° 36,131′ N, 27° 18,806′ E         |
| Sairilan linnavuori          | Âge du fer                           | Mikkeli mlk             | 61° 40′ 57″ N, 27° 21′ 26″ E         |
| Colline fortifiée de Sulkava | Âge du fer, Moyen Âge                | Sulkava                 | 61° 45′ 11″ N, 28° 19′ 09″ E         |
| Vatilan linnavuori           | Âge du fer                           | Mikkeli mlk             | 61° 37′ 25″ N, 27° 11′ 32″ E         |
| Kanta-Häme                   |                                      |                         |                                      |
| Aulangonlinna                |                                      | Hämeenlinna             | 61° 01′ 26″ N, 24° 27′ 24″ E         |
| Hakoisten linnavuori         | Âge du fer                           | Janakkala               | 60° 52′ 39″ N, 24° 35′ 14″ E         |
| Hakovuori                    | Âge du fer                           | Hämeenlinna (Vanaja)    | 60° 58′ 14″ N, 24° 28′ 57″ E         |
| Hangastenmäen linnavuori     | Moyen Âge                            | Janakkala               | 60° 53′ 13″ N, 24° 35′ 16″ E         |
| Hyypiönvuori                 | Âge du fer                           | Hämeenlinna (Hauho)     | 61° 11′ 35″ N, 24° 40′ 03″ E         |
| Kestinpäänkallio             |                                      | Hämeenlinna (Tuulos)    | 61° 08′ 42″ N, 24° 49′ 23″ E         |
| Kiianlinna                   |                                      | Janakkala               | 60° 56′ 01″ N, 24° 35′ 35″ E         |
| Kotkonlinna                  |                                      | Hämeenlinna (Hauho)     | 61° 10′ 52″ N, 24° 32′ 01″ E         |
| Kyläkallio                   | Âge du fer                           | Hämeenlinna (Tuulos)    | 61° 09′ 29″ N, 24° 46′ 17″ E         |
| Lammin linnanmäki            |                                      | Hämeenlinna (Lammi)     | 61° 05′ 03″ N, 25° 00′ 58″ E         |
| Laurinkallio                 | Âge du fer                           | Hämeenlinna (Tuulos)    | 61° 09′ 38″ N, 24° 45′ 42″ E         |
| Lippilinnanmäki              |                                      | Hattula (Tyrväntö)      | 61° 07′ 02″ N, 24° 24′ 21″ E         |
| Mantereenlinna               |                                      | Hämeenlinna (Vanaja)    | 60° 58′ 55″ N, 24° 31′ 44″ E         |
| Palvaanlinna                 |                                      | Hämeenlinna (Vanaja)    | 60° 57′ 11″ N, 24° 30′ 37″ E         |
| Piilosaari                   |                                      | Hattula (Tyrväntö)      | 61° 10′ 10″ N, 24° 17′ 04″ E         |
| Tenholan linnavuori          | Âge du fer, Moyen Âge                | Hattula                 | 61° 05′ 48″ N, 24° 17′ 14″ E         |
| Teponlinna                   | Âge du fer                           | Hämeenlinna (Hauho)     | 61° 14′ 33″ N, 24° 27′ 31″ E         |
| Unikkolinna                  | Âge du fer                           | Janakkala               | 60° 51′ 23″ N, 24° 32′ 26″ E         |
| Finlande centrale            |                                      |                         |                                      |
| Linnasenmäki                 | Âge du fer, Moyen Âge                | Jämsä                   | 61° 54′ 52″ N, 25° 10′ 15″ E         |
| Linnasenvuori                |                                      | Jämsä (Jämsänkoski)     | 61° 57′ 39″ N, 25° 19′ 43″ E         |
| Pukinvuori                   |                                      | Jämsä                   | 61° 52′ 11″ N, 25° 12′ 11″ E         |
| Päijälän linnavuori          | Âge du fer                           | Kuhmoinen               | 61° 37′ 51″ N, 25° 11′ 41″ E         |
| Vallée de la Kymi            |                                      |                         |                                      |
| Kirkkovuori                  |                                      | Virolahti               | 60° 31′ 38″ N, 27° 24′ 55″ E         |
| Kuoppalan linnavuori         | Âge du fer, Moyen Âge                | Kouvola                 | 60° 52′ 35″ N, 27° 02′ 04″ E         |
| Salmenkylän Linnamäki        |                                      | Hamina (Vehkalahti)     | 60° 35′ 03″ N, 27° 10′ 25″ E         |
| Pirkanmaa                    |                                      |                         |                                      |
| Apianlahden linnosaari       | Néolithique et Âge du fer, Moyen Âge | Valkeakoski             | 61° 16′ 11″ N, 24° 02′ 30″ E         |
| Arasalon linnavuori          | Néolithique et Âge du fer            | Ikaalinen mlk           | 61° 46′ 14″ N, 23° 11′ 30″ E         |
| Eskolanvuori                 |                                      | Akaa (Kylmäkoski)       | 61° 09′ 16″ N, 23° 44′ 20″ E         |
| Hiukkasaari                  |                                      | Sastamala (Tyrvää)      | 61° 19′ 58″ N, 22° 51′ 04″ E         |
| Huntilan linnavuori          | Âge du fer                           | Pälkäne                 | 61° 24′ 01″ N, 24° 17′ 41″ E         |
| Kaakilan linnankallio        |                                      | Vesilahti               | 61° 19′ 30″ N, 23° 37′ 45″ E         |
| Kirvunlinna                  | Âge du fer                           | Pälkäne                 | 61° 23′ 30″ N, 24° 15′ 04″ E         |
| Lammelan muinaislinna        |                                      | Sastamala (Kiikka)      | 61° 16′ 19″ N, 22° 48′ 05″ E         |
| Nuutajärven linnavuori       | Âge du fer                           | Urjala                  | 61° 01′ 55″ N, 23° 27′ 56″ E         |
| Pentin linnavuori            | Âge du fer                           | Sastamala (Karkku)      | 61° 23′ 16″ N, 23° 07′ 29″ E         |
| Pirunlinna                   | Âge du fer                           | Lempäälä                | 61° 22′ 52″ N, 23° 49′ 55″ E         |
| Rapolan linna                |                                      | Valkeakoski (Sääksmäki) | 61° 12′ 20″ N, 24° 03′ 25″ E         |
| Rutajärven linnavuori        | Âge du fer                           | Urjala                  | 61° 03′ 41″ N, 23° 30′ 18″ E         |
| Siuron linnavuori            |                                      | Nokia                   | 61° 29′ 12″ N, 23° 20′ 44″ E         |
| Valkkisten linnamäki         |                                      | Vesilahti               | 61° 14′ 10″ N, 23° 34′ 14″ E         |
| Veneslinna                   |                                      | Ikaalinen mlk           | 61° 53′ 15″ N, 23° 00′ 22″ E         |
| Carélie du Nord              |                                      |                         |                                      |
| Havukkakallio                |                                      | Ilomantsi               | 62° 38′ 40″ N, 30° 56′ 01″ E         |
| Linnalampi                   |                                      | Ilomantsi               | 62° 43′ 30″ N, 31° 00′ 39″ E         |
| Päijät-Häme                  |                                      |                         |                                      |
| Hankaan linnavuori           | Âge du fer, Moyen Âge                | Hollola                 | 60° 55′ 24″ N, 25° 28′ 51″ E         |
| Hämeenkosken linnakallio     |                                      | Hollola (Hämeenkoski)   | 61° 01′ 21″ N, 25° 08′ 42″ E         |
| Kapatuosian linnavuori       | Néolithique et Âge du fer            | Hollola                 | 61° 03′ 19″ N, 25° 25′ 52″ E         |
| Kiiluanmäen linnoitus        | Âge du fer, Moyen Âge                | Asikkala                | 61° 05′ 54″ N, 25° 21′ 29″ E         |
| Nuppilinna                   |                                      | Orimattila (Artjärvi)   | 60° 44′ 34″ N, 26° 03′ 56″ E         |
| Pyhäjärven linnanmäki        | Âge du fer, Moyen Âge                | Orimattila (Artjärvi)   | 60° 44′ 08″ N, 26° 04′ 06″ E         |
| Salajärven Linnakallio       |                                      | Lahti (Nastola)         | 61° 00′ 18″ N, 25° 58′ 04″ E         |
| Villampi                     |                                      | Heinola mlk)            | 61° 13′ 56″ N, 26° 11′ 41″ E         |
| Virmailan linnasaari         | Âge du fer, Moyen Âge                | Padasjoki               | 61° 27′ 11″ N, 25° 24′ 43″ E         |
| Satakunta                    |                                      |                         |                                      |
| Harolan linnaluoto           | Âge du fer                           | Kokemäki                | 61° 16′ 38″ N, 22° 23′ 06″ E         |
| Kauttuan linnavuori          | Âge du fer                           | Eura                    | 61° 06′ 20″ N, 22° 09′ 22″ E         |
| Räätikäsvuori                |                                      | Huittinen               | 61° 13′ 24,663″ N, 22° 41′ 56,445″ E |
| Uusimaa                      |                                      |                         |                                      |
| Bocklintin linnavuori        | Âge du fer                           | Karjaa mlk              | 60° 02′ 52″ N, 23° 40′ 07″ E         |
| Bonäsholmenin linnavuori     | Âge du fer, Moyen Âge                | Raasepori (Tenhola)     | 60° 04′ 32″ N, 23° 21′ 43″ E         |
| Grabbacka                    | Âge du fer, Moyen Âge                | Karjaa mlk              | 60° 03′ 10″ N, 23° 41′ 58″ E         |
| Haveråkersberget             | Âge du fer, Moyen Âge                | Karjaa mlk              | 60° 03′ 44″ N, 23° 41′ 30″ E         |
| Husholmenin linna            | Moyen Âge                            | Porvoo mlk              | 60° 24′ 09″ N, 25° 51′ 28″ E         |
| Iso Linnanmäki               | Âge du fer, Moyen Âge                | Porvoo                  | 60° 23′ 59″ N, 25° 39′ 07″ E         |
| Junkarsborg                  | Moyen Âge                            | Karjaa mlk              | 60° 09′ 12″ N, 23° 47′ 10″ E         |
| Pöykärin Linnanmäki          | Âge du fer, Moyen Âge                | Lohja (Karjalohja)      | 60° 12′ 14″ N, 23° 44′ 13″ E         |
| Riddarkilin viikinkivallit   |                                      | Inkoo                   | 60° 00′ 13″ N, 23° 49′ 58″ E         |
| Sipoonlinna                  | Âge du fer, Moyen Âge                | Sipoo                   | 60° 17′ 32″ N, 25° 19′ 10″ E         |
| Skällbergetin muinaislinna   | Âge du fer                           | Siuntio                 | 60° 10′ 35″ N, 24° 12′ 06″ E         |
| Sutarkullan linnavuori       | Moyen Âge                            | Karjaa mlk              | 60° 02′ 09″ N, 23° 39′ 01″ E         |
| Uusipöylin linnavuori        | Âge du fer, Moyen Âge                | Lohja (Karjalohja)      | 60° 12′ 43″ N, 23° 45′ 42″ E         |
| Vartiokylän linnavuori       | Moyen Âge                            | Helsinki                | 60° 13′ 14″ N, 25° 07′ 13″ E         |
| Finlande-propre              |                                      |                         |                                      |
| Borgholmin linnasaari        | Moyen Âge                            | Parainen (Iniö)         | 60° 26′ 35″ N, 21° 23′ 38″ E         |
| Bårnholm                     |                                      | Parainen (Nauvo)        | 60° 12′ 20″ N, 22° 00′ 40″ E         |
| Hakastaron linna             |                                      | Salo                    | 60° 21′ 58″ N, 23° 08′ 27″ E         |
| Hautvuori                    | Âge du bronze                        | Laitila                 | 60° 51′ 42″ N, 21° 46′ 38″ E         |
| Huttalan linnavuori          | Âge du fer                           | Kaarina (Piikkiö)       | 60° 25′ 22″ N, 22° 33′ 06″ E         |
| Häävälän linnamäki           |                                      | Salo (Halikko)          | 60° 26′ 37″ N, 23° 00′ 47″ E         |
| Högholmenin linnasaari       | Âge du fer, Moyen Âge                | Kemiönsaari (Hiittinen) | 59° 53′ 30″ N, 22° 31′ 52″ E         |
| Kajamonvuori                 | Âge du fer, Moyen Âge                | Masku                   | 60° 33′ 04″ N, 22° 10′ 03″ E         |
| Kaskalan Linnanmäki          |                                      | Lieto                   | 60° 32′ 01″ N, 22° 28′ 01″ E         |
| Kaupinlinna                  |                                      | Salo (Kuusjoki)         | 60° 33′ 40″ N, 23° 07′ 33″ E         |
| Kirkkelinna                  | Âge du fer                           | Laitila                 | 60° 51′ 57″ N, 21° 45′ 36″ E         |
| Knuuttilan linnasmäki        | Âge du fer                           | Raisio                  | 60° 28′ 23″ N, 22° 11′ 12″ E         |
| Koljolan linnavuori          | Âge du fer                           | Nousiainen              | 60° 37′ 19″ N, 22° 06′ 21″ E         |
| Kulhon linnavuori            |                                      | Turku (Kakskerta)       | 60° 23′ 10″ N, 22° 16′ 32″ E         |
| Kuuvanvuori                  |                                      | Masku (Lemu)            | 60° 35′ 46″ N, 21° 59′ 25″ E         |
| Kärmeorvonmäki               |                                      | Lieto                   | 60° 31′ 45″ N, 22° 33′ 16″ E         |
| Lallisen linnavuori          | Âge du fer, Moyen Âge                | Vehmaa                  | 60° 37′ 44″ N, 21° 40′ 38″ E         |
| Lankvuori                    |                                      | Laitila                 | 60° 55′ 16″ N, 21° 35′ 33″ E         |
| Lautkankareen linnamäki      | Âge du bronze et du fer              | Sauvo                   | 60° 21′ 05″ N, 22° 39′ 33″ E         |
| Liedon vanhalinna            | Âge du bronze et du fer              | Lieto                   | 60° 29′ 11″ N, 22° 22′ 38″ E         |
| Luonnonmaan linnavuori       |                                      | Naantali mlk            | 60° 27′ 19″ N, 22° 00′ 37″ E         |
| Mynämäen linnavuori          | Âge du fer                           | Mynämäki                | 60° 39′ 15″ N, 21° 56′ 14″ E         |
| Nakolinna                    |                                      | Paimio                  | 60° 28′ 19″ N, 22° 39′ 27″ E         |
| Nousiaisten linnamäki        |                                      | Nousiainen              | 60° 36′ 54″ N, 22° 03′ 58″ E         |
| Nousiaisten linnavuori       |                                      | Nousiainen              | 60° 37′ 36″ N, 22° 04′ 28″ E         |
| Pailinnan linnamäki          |                                      | Salo (Halikko)          | 60° 23′ 56″ N, 22° 59′ 41″ E         |
| Prusin linnasmäki            |                                      | Turku                   | 60° 28′ 50″ N, 22° 18′ 07″ E         |
| Pussilan linnavuori          |                                      | Kaarina (Piikkiö)       | 60° 27′ 57″ N, 22° 32′ 32″ E         |
| Pöylän linnanmäki            | Âge du fer, Moyen Âge                | Salo (Angelniemi)       | 60° 22′ 18″ N, 22° 51′ 18″ E         |
| Pöytiön linnamäki            | Âge du fer                           | Salo (Pertteli)         | 60° 23′ 39″ N, 23° 20′ 16″ E         |
| Rekottilan linnavuori        |                                      | Paimio                  | 60° 25′ 40″ N, 22° 44′ 46″ E         |
| Repolan Linnavuori           | Âge du fer                           | Nousiainen              | 60° 37′ 36″ N, 22° 04′ 28″ E         |
| Ruokolahden linnavuori       | Âge du fer                           | Salo (Halikko)          | 60° 21′ 47″ N, 23° 02′ 13″ E         |
| Rikalan Linnamäki            |                                      | Salo (Halikko)          | 60° 23′ 19″ N, 23° 03′ 14″ E         |
| Muurmäki                     |                                      | Paimio                  | 60° 27′ 55″ N, 22° 47′ 43″ E         |
| Seppälän Linnavuori          |                                      | Laitila                 | 60° 54′ 44″ N, 21° 34′ 32″ E         |
| Tontereenmäki                |                                      | Pöytyä                  | 60° 46′ 54″ N, 22° 37′ 45″ E         |
| Vaimaron linnavuoret         |                                      | Laitila                 | 60° 58′ 59″ N, 21° 43′ 29″ E         |
| Veitakkalan linnavuori       | Âge du bronze et du fer              | Salo (Uskela)           | 60° 25′ 47″ N, 23° 10′ 02″ E         |
| Viikan linnavuori            |                                      | Lieto                   | 60° 29′ 45″ N, 22° 28′ 17″ E         |
| Vinkkilän linnavuori         |                                      | Vehmaa                  | 60° 40′ 28″ N, 21° 43′ 44″ E         |
| Yltjärven linnavuori         |                                      | Salo (Muurla)           | 60° 23′ 03″ N, 23° 14′ 53″ E         |